# Woronna
Woronna (ukr. Ворона) – wieś na Ukrainie w rejonie kowelskim w obwodzie wołyńskim, liczy 226 mieszkańców.